# Joseph Velly
Pour les articles homonymes, voir Velly.
Joseph Velly, dit Jo Velly, est un coureur cycliste français né le 10 mars 1938 à Crozon (Finistère) et mort le 29 septembre 2016 à Douarnenez. Professionnel durant les années 1960, il a remporté le championnat de France de poursuite en 1961 et le Trophée Baracchi en 1961 et 1963.
Un trophée portant le nom de Jo Velly est organisé chaque année depuis 2004 par le Véloce Club Châteaulinois.

## Palmarès
- 1957
  -  Champion de Bretagne de poursuite
- 1959
  -  Champion de France militaires de poursuite
- 1960
  - Grand Prix de France
  - 2e du championnat de France de poursuite
  - 3e du Grand Prix de Plouay
  - 3e du Circuit de l'Aulne
- 1961
  -  Champion de France de poursuite
  - Trophée Baracchi (avec Ercole Baldini)
  - 3e du Grand Prix du Parisien
- 1962
  - 5ea étape de Paris-Nice (contre-la-montre)
  - 4ea étape du Tour du Sud-Est (contre-la-montre)
  - Grand Prix Stan Ockers
  - 6eb étape du Critérium du Dauphiné libéré (contre-la-montre)
  - 2e du championnat de France de poursuite
  - 3e du Grand Prix du Parisien
  - 4e du Grand Prix des Nations
- 1963
  - 3eb étape du Tour de Romandie (contre-la-montre)
  - Trophée Baracchi (avec Joseph Novales)
  - 2e du Grand Prix du Parisien
  - 2e du championnat de France de poursuite
  - 3e du Critérium national
  - 8e du Tour de Romandie
- 1964
  - 2e du championnat de France de poursuite
- 1965
  - 3e des Boucles pertuisiennes

## Résultats sur le Tour de France
2 participations
- 1962 : abandon (11e étape)
- 1963 : abandon (10e étape)